# Xitun
Xitun (chinesisch 西屯區, Pinyin Xītún qū, taiwanisch: Sai-tūn-khu) ist ein Bezirk der regierungsunmittelbaren Stadt Taichung in der Republik China (Taiwan). Es ist ein modernes wirtschaftliches Zentrum der Stadt und hier befinden sich der Sitz der Stadtregierung und der Stadtrat.

## Lage und Beschreibung
Xitun liegt im Westen der Stadt Taichung. Es ist Teil des Taichung-Beckens und hat im Westen Anteil am Dadu-Plateau. Der Bezirk wird von Nord nach Süd vom Fluss Fazi durchflossen, der Xitun ungefähr in eine westliche und eine östliche Hälfte teilt. Xituns Nachbarbezirke sind Daya im Norden, Beitun, Taichung-Nordbezirk und -Westbezirk im Osten, Nantun und Dadu im Süden sowie Longjing und Shalu im Westen.
Xitun ist in 39 Viertel gegliedert. Mit 236.100 Einwohnern war es im August 2024 der zweitbevölkerungsreichste Bezirk Taichungs.

## Geschichte

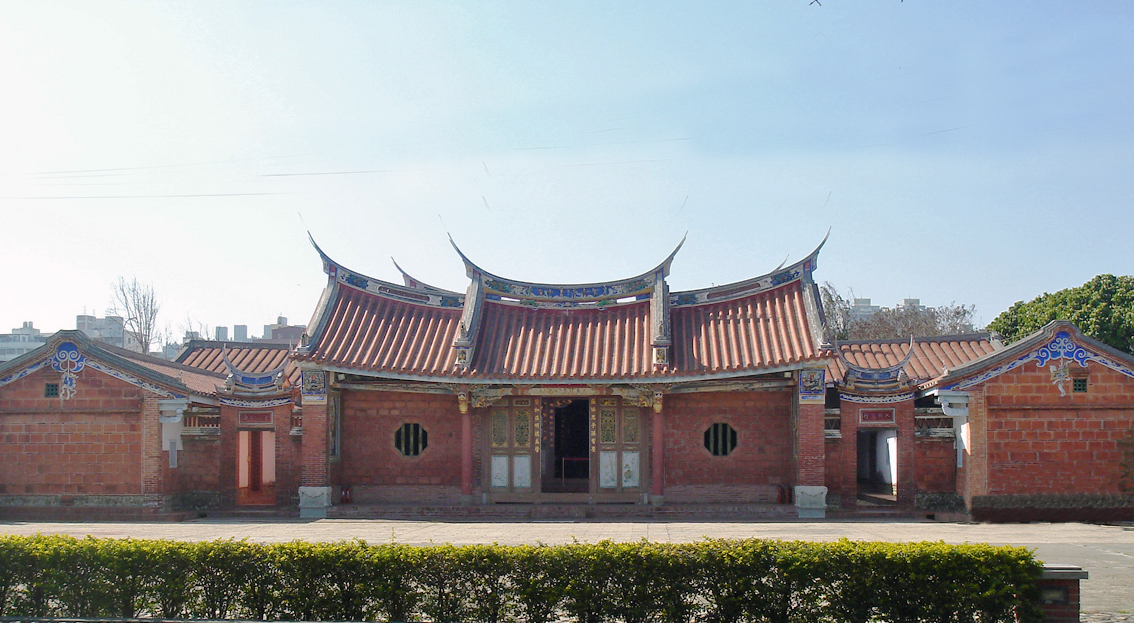
Der Ahnentempel der Familie Zhang

Wie archäologische Funde zeigten, war das Gebiet von Xitun schon in der Jungsteinzeit besiedelt. Im 17. Jahrhundert lebte hier das Ureinwohnervolk der Pazeh, das sich mit anderen Völkern zu einer Stammeskonföderation, dem Königreich Middag zusammengeschlossen hatte. Ab dem 18. Jahrhundert wurden die Ureinwohner von chinesischen Einwanderern verdrängt oder sinisiert.
Die Siedler nannten das Gebiet Xidadun (西大墩), West-Hügel, als Gegenstück zu Dongdadun (Ost-Hügel) im heutigen Bezirk Taichung-Zentrum. Das dank des Fazi-Flusses gut bewässerte Land war schon Ende des 18. Jahrhunderts ganz erschlossen und seine Bevölkerung wuchs. Zur Zeit der japanischen Herrschaft über Taiwan (1895–1945) profitierte Xidaduns Entwicklung von seiner Nähe zu Taichung mit seinem Bahnhof und von der Errichtung des Shuinan-Flughafens, der von 1920 bis 2004 in Betrieb war. Der Ort nahm städtische Züge an und erhielt 1920 seinen heutigen Namen Xitun (japanisch: Seiton).
1947 wurde Xitun in die Stadt Taichung eingegliedert. Seine Bevölkerung nahm kontinuierlich zu, was sich durch den seit 1986 von der Stadtregierung durchgeführten Urbanen Restrukturierungsplan Phase 7 (臺中市第七期市地重劃, kurz Qiqi genannt) noch verstärkte. Im Zuge des Plans entstand westlich des alten Stadtkerns von Taichung ein neues Siedlungs-, Wirtschafts- und Verwaltungszentrum vor allem auf dem Gebiet von Xitun und Nantun. Zwischen 1981 und 2021 verdreifachte sich Xituns Einwohnerzahl.
Der Bezirk ist seit 2010 bzw. 2012 der Sitz der Stadtregierung und des Stadtrats.

## Verwaltungsgliederung
| Gliederung von Xitun |
|                      |

Xitun ist in 39 Stadtviertel (里,  lǐ) gegliedert:
1 Dafu (大福里)

2 Dapeng (大鵬里)

3 Heyuan (何源里)

4 Hefu (何福里)

5 Heming (何明里)

6 Henan (何南里)

7 Hecheng (何成里)

8 He’an (何安里)

9 Hecuo (何厝里)

10 Hede (何德里)

11 Heren (何仁里)

12 Dahe (大河里)

13 Dashi (大石里)

14 Gangwei (港尾里)

15 Guangfu (廣福里)

16 Xidun (西墩里)

17 Xi’an (西安里)

18 Xiping (西平里)

19 Pengcheng (鵬程里)

20 Fengfu (逢福里)

21 Fengjia (逢甲里)

22 Shangshi (上石里)

23 Huilai (惠來里)

24 Shangde (上德里)

25 Shang’an (上安里)

26 Zhishan (至善里)

27 Chaoyang (潮洋里)

28 Longtan (龍潭里)

29 Fuhe (福和里)

30 Xiehe (協和里)

31 Fuzhong (福中里)

32 Fu'en (福恩里)

33 Fulian (福聯里)

34 Furui (福瑞里)

35 Fulin (福林里)

36 Fuya (福雅里)

37 Fu’an (福安里)

38 Yong’an (永安里)

39 Lincuo (林厝里)

## Verkehr und Wirtschaft

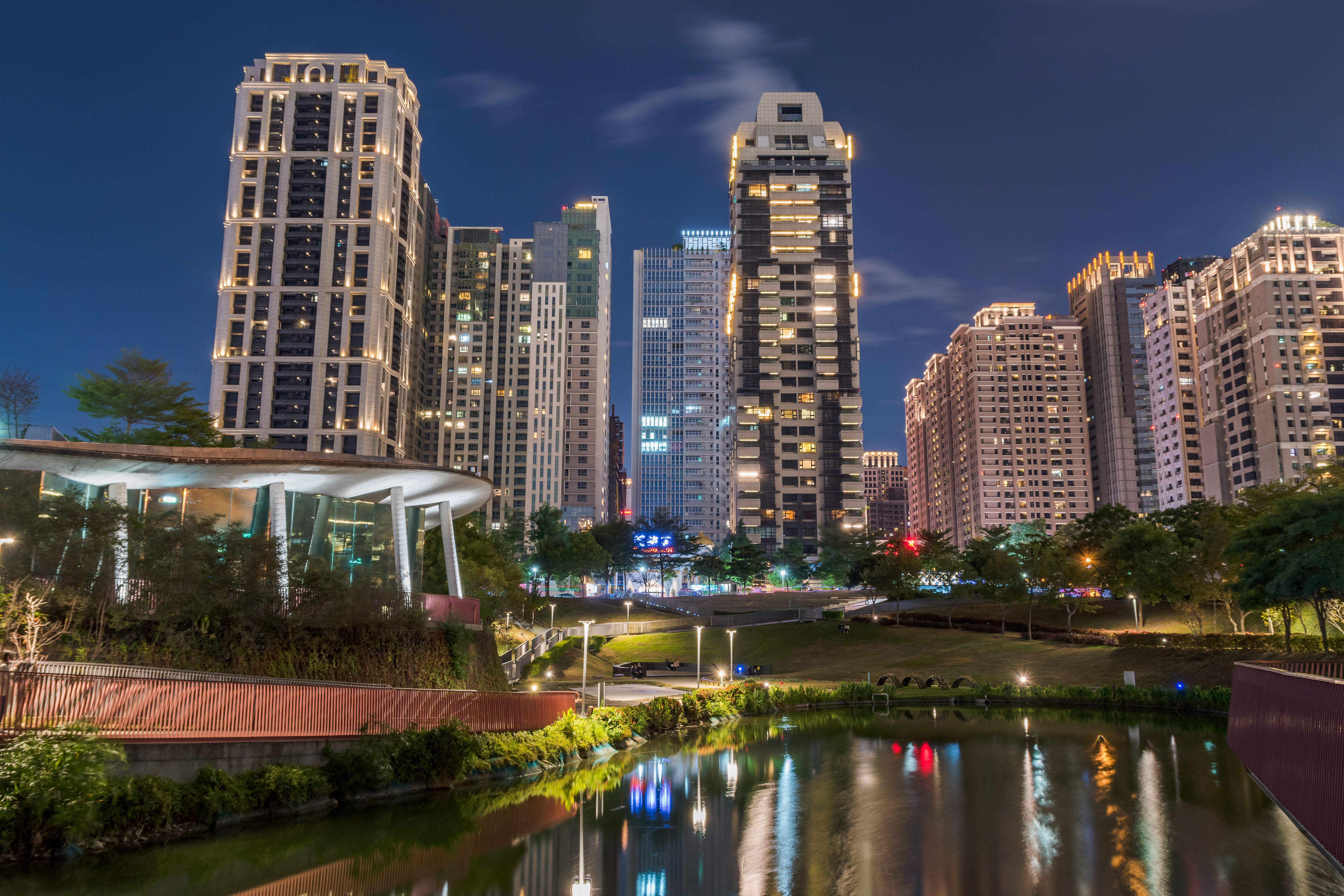
Der Ahorn-Park und Hochhäuser

In Xitun schneiden sich die von Nord nach Süd verlaufende Autobahn Nationalstraße 1 und die von Nordwest nach Südost führende Provinzstraße 12 (genannt 台灣大道, Taiwan-Boulevard), die den Hafen Taichung mit der Innenstadt verbindet. Des Weiteren durchläuft die Provinzstraße 1B den Bezirk. In Xitun verkehren zahlreiche Buslinien und die Grüne Linie der U-Bahn Metro Taichung hat drei Haltestellen entlang der Wenxin Road.
Der Bezirk ist eines der ökonomischen Zentren Taichungs mit vielen Bürogebäuden, Banken, Hotels, Kaufhäusern, Geschäften und anderen Einkaufsmöglichkeiten. Im Bezirk befinden sich zudem einige Unternehmen, Industriebetriebe und die Industrieparks Central Taiwan Science Park (中部科學園區), Taichung Shuinan Economic and Trade Park (臺中水湳經貿園區, auf dem Gelände des ehemaligen Flughafens) und Taichung Industrial Park (臺中產業園區).
Die einstmals dominierende Landwirtschaft hat an Bedeutung eingebüßt, doch es gibt noch Tierhaltung, Reisanbau, Obstanbau (z. B. Bananen und Mangos) und Blumenzucht. Ein typisches lokales Produkt sind Süßkartoffeln.

## Bildung

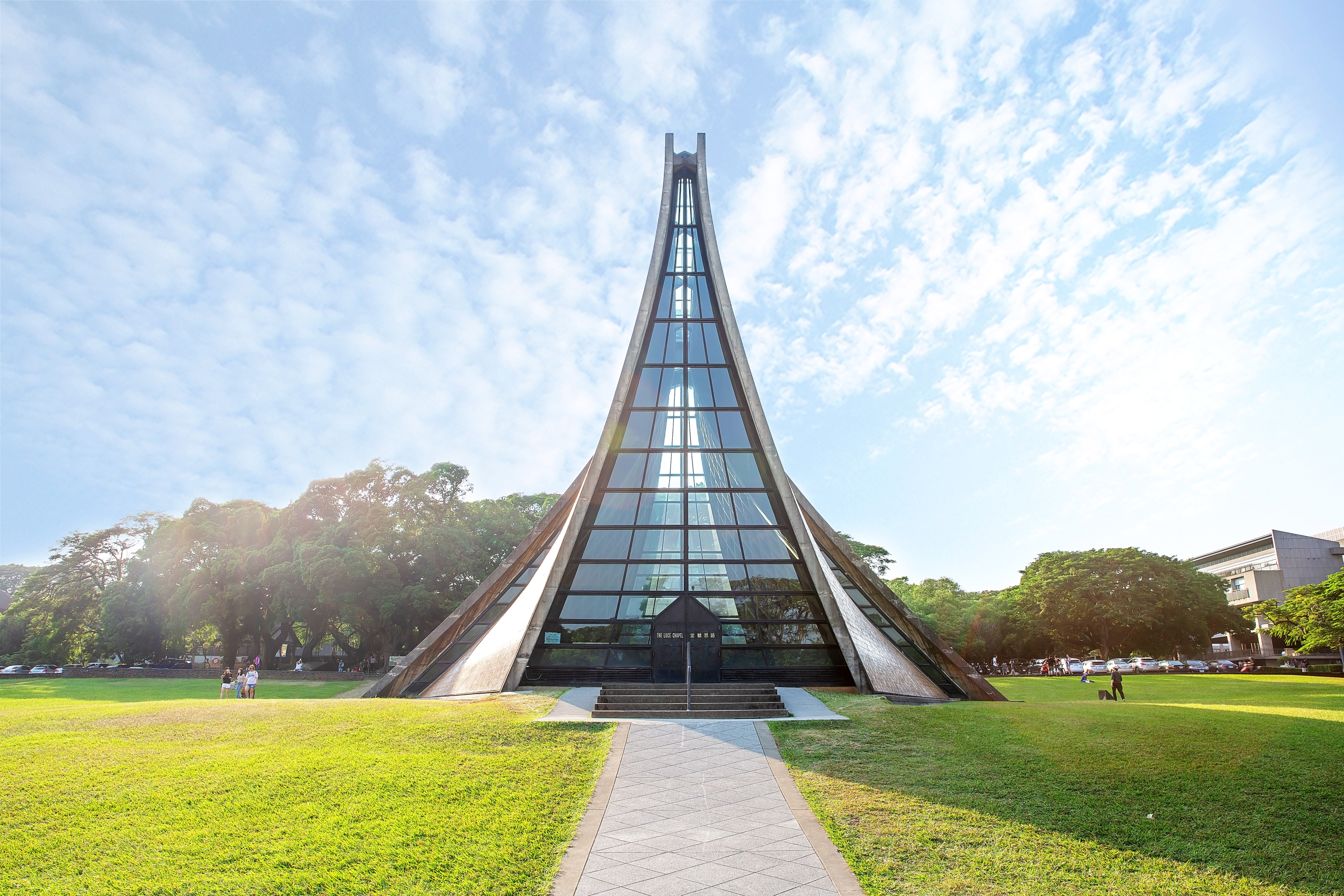
Die Luce-Gedächtniskapelle

In Xitun befinden sich die Tunghai-Universität (東海大學) und die Überseechinesen-Universität (僑光科技大學, Overseas Chinese University), beide privat, sowie die staatliche Feng-Chia-Universität (逢甲大學).

## Kultur und Sehenswürdigkeiten

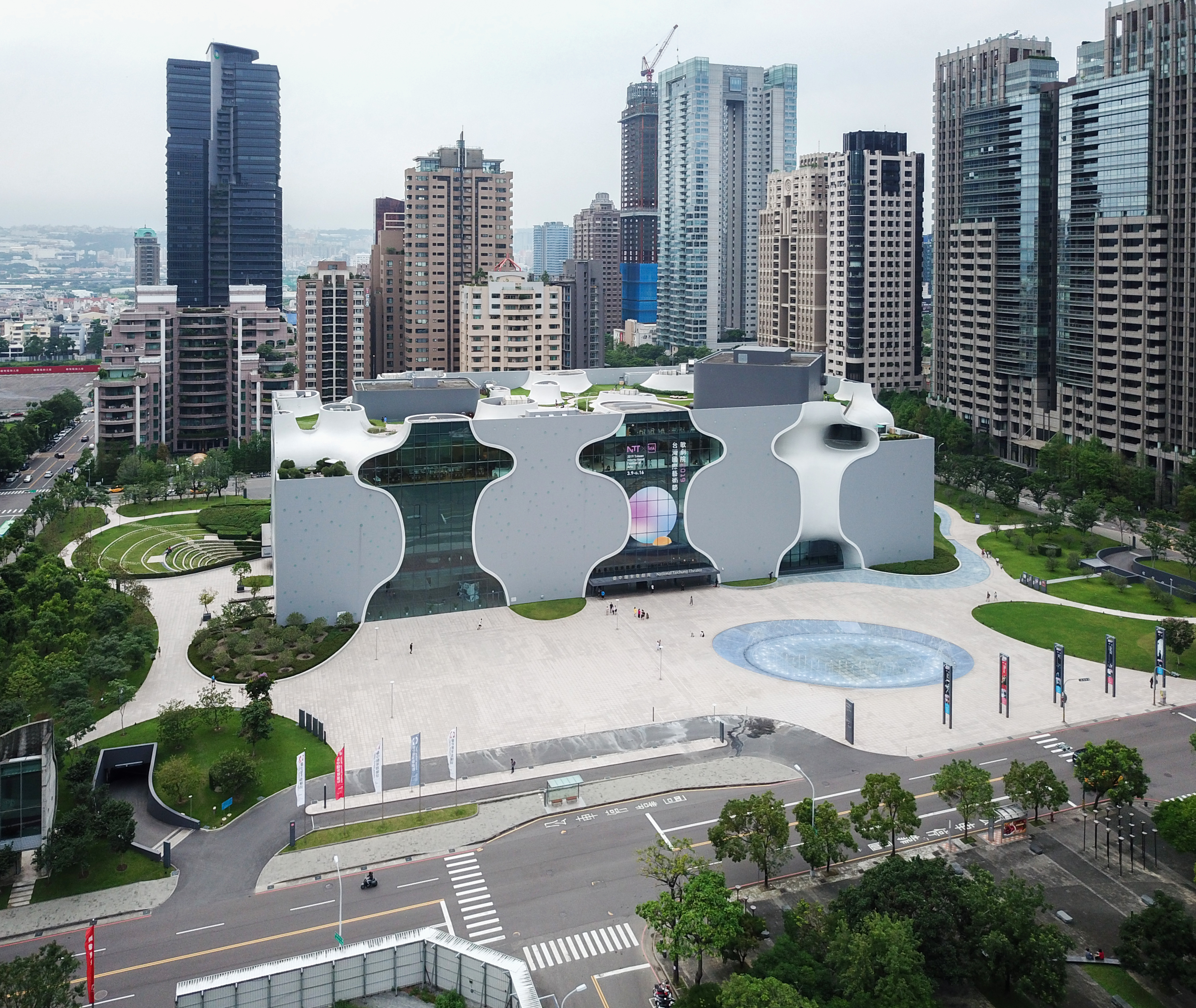
Das Nationaltheater Taichung

Eine aufgrund ihrer ungewöhnlichen Architektur berühmte Sehenswürdigkeit Xituns ist die Luce-Gedächtniskapelle (路思義敎堂) auf dem Campus der christlichen Tunghai-Universität, die an den Missionar Henry W. Luce erinnert. Des Weiteren befinden sich in Xitun eine Reihe daoistischer Tempel. Neben den Göttern geweihten größeren Heiligtümern gibt es die schlichteren Ahnentempel zweier alteingesessener Familien, die heute denkmalgeschützt sind, nämlich den Ahnentempel der Familie Zhang (張家祖廟) und den Tempel der Familie Zhang-Liao (張廖家廟).
Der Fengchia-Nachtmarkt (逢甲夜市) in unmittelbarer Nachbarschaft zur Feng-Chia-Universität gehört zu den bekanntesten Nachtmärkten in Taiwan. Größte Grünfläche des Bezirks ist der Taichung Metropolitan Park (臺中都會公園) in der nordwestlichen Ecke Xituns. Im Archäologischen Park Huilai kann man eine Nachbildung der Ausgrabungsstätten besichtigen, an denen im Jahr 2002 prähistorische Überreste gefunden wurden.
Xitun beherbergt das 2016 eröffnete Nationaltheater Taichung (臺中國家歌劇院).